# Bishamon

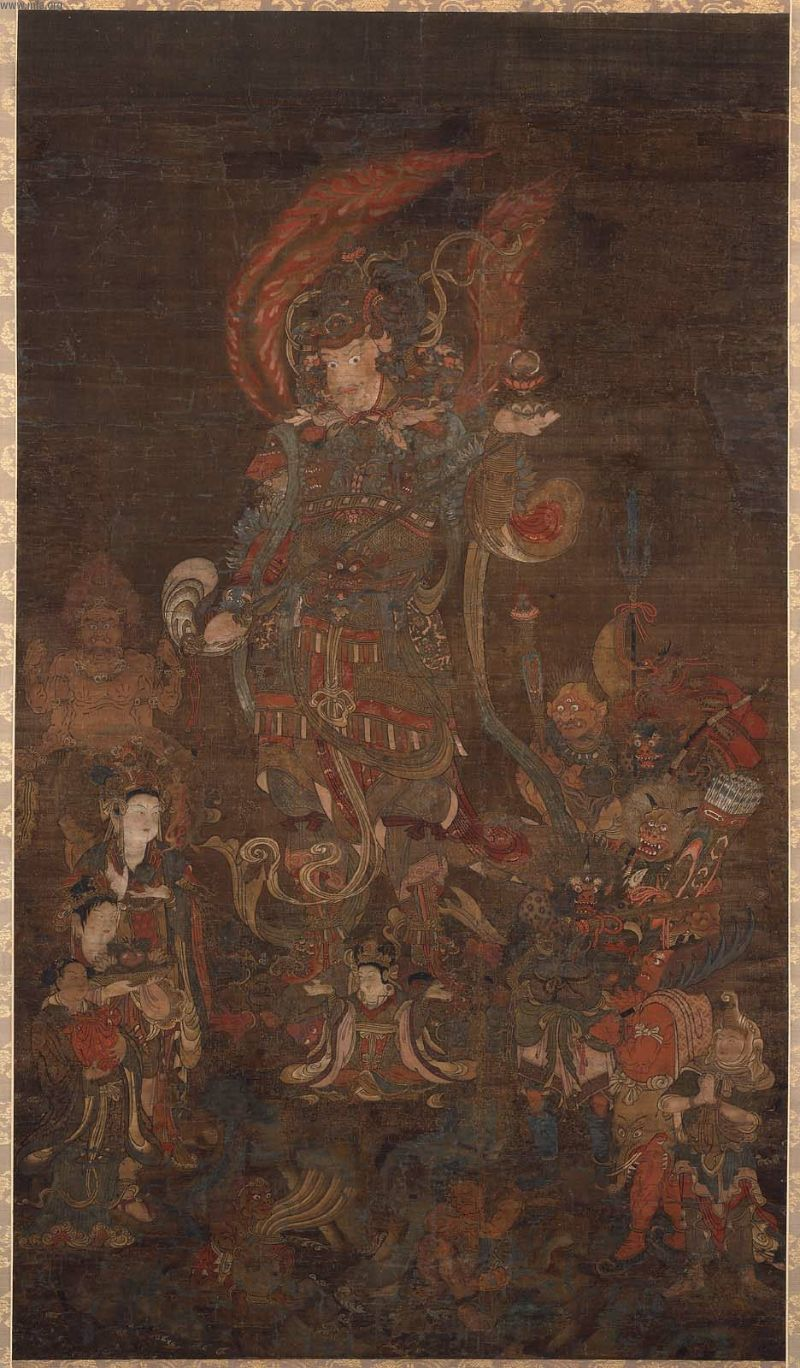
Darstellung auf Seide aus dem späten 12. oder frühen 13. Jahrhundert

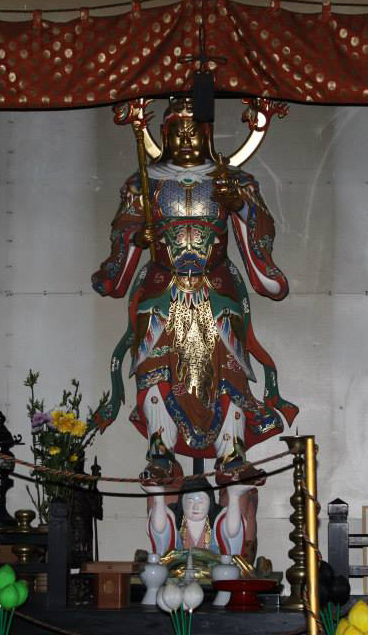
Tobatsu-Bishamonten, Chōsui-ji, Fukuoka, Japan

Bishamon (jap. 毘沙門, auch Bishamonten 毘沙門天 oder Tamonten 多聞天; Sanskrit: वैश्रवण Vaiśravaṇa; tib.: རྣམ་ཐོས་སྲས Wylie rNam thos sras, THL Namthöse, englisch Prince All-Hearing, auch Kubera oder Jambhala) ist eine buddhistische Wesenheit (Kami) und gehört zu den vier Himmelskönigen, hier „König des Nordens“. In der allgemeinen japanischen Religion ist er einer der sieben Glücksgötter (Shichi Fukujin).

## Funktion
Bishamon ist in erster Linie der Gott des Krieges und als solcher auch der Schutzpatron der Krieger. Außerdem verteilt er den Reichtum und ist der Beschützer derer, die den „Lotus des rechtschaffenen Gesetzes“ verehren, also dem Buddhismus angehören. Er beschützt die Menschen vor Dämonen und Krankheiten und die buddhistischen Tempel vor Zerstörung.
Unter den vier Himmelskönigen ist er der Wächter des Nordens.

## Attribute
Dargestellt wird er oft in voller Rüstung und eine Hoko, eine japanische dreizinkige Hellebarde in der einen, eine Pagode in der anderen Hand; häufig als mächtiger Herrscher, der auf zu Boden geworfenen Dämonen steht. Manchmal wird er auch in einem Feuerkranz dargestellt, vergleichbar einem Heiligenschein.

## Überlieferung
Bishamon soll im Jahr 587 während einer Kampagne gegen die anti-buddhistischen Klans in Japan durch den Prinzen Shōtoku erfolgreich beschworen worden sein.

## Andere Religionen
Bishamon entspricht dem vedischen Vaisravana, wo er sich im Epos Mahabharata von einem dunklen Wesen in Kumbhira wandelt und als Beschützer verehrt wird.